# Dasylirion palaciosii
Dasylirion palaciosii ist eine Pflanzenart der Gattung Dasylirion in der Familie der Spargelgewächse (Asparagaceae). Ein englischer Trivialname ist „Sotolillo“.

## Beschreibung
Dasylirion palaciosii  bildet einen kurzen Stamm von 20 bis 50 cm Höhe. Die variablen, wachsartigen bläulichen, gezahnten Laubblätter sind 40 bis 100 cm lang und 5 bis 15 mm breit.
Der rispige, holzige, schmale Blütenstand wird 1,5 bis 2,5 m hoch. Die zahlreichen Blüten sind gelb. Die Blühperiode ist im Mai.
Die eiförmigen bis runden Kapselfrüchte enthalten einen Samen und sind 8 bis 9 mm lang und 6 bis 8 mm breit. Die dreikantigen hellbraunen Samen sind 3,5 mm lang und 3 mm breit.

## Verbreitung und Systematik
Dasylirion palaciosii ist in Mexiko endemisch in San Luis Potosi in Höhenlagen von 1600 bis 1700 m verbreitet. Die Art wächst in offenem, flachen Gelände oder in offenem Waldland an steinigen Hängen vergesellschaftet mit Yucca potosina und Agave striata.
Die Erstbeschreibung erfolgte 1955 durch Jerzy Rzedowski.
Das seltene Dasylirion palaciosii ist ein Mitglied der Sektion Glaucophyllum. Es ist endemisch in San Luis Potosi. Es ähnelt Dasylirion berlandieri, gleichwohl sind Unterschiede in Blatt- und Blütenstruktur erkennbar.
Dasylirion palaciosii ist frosthart bis minus 8 °C. Dasylirion palaciosii ist kaum bekannt.

## Nachweise